# Rathconrath
Rathconrath (irisch Ráth Conarta) ist ein Dorf im County Westmeath, Irland. Es liegt ca. 12 km westlich der Stadt Mullingar und ist landwirtschaftlich geprägt. Rathconrath bildet ein Townland im Süden des Ortes sowie eine Civil Parish, einen Wahlbezirk sowie eine Baronie um den Ort.
Der Ort wurde in normannischer Zeit von den Familien Owen und D’Alton beherrscht. Die Familie Owen starb bereits zur Zeit von Elisabeth I. aus. Ihr letzter Vertreter war Sir Richard Owen, ein Verwandter von Hugh O’Neill.
Die Familie d’Alton brachte zwei österreichische Feldmarschall-Lieutenants hervor. Mit dem Geld von Richard d’Alton wurde das am Mount Dalton gelegene Gutshaus gebaut. Das Haus wurde von 1780 bis 1785 erbaut. Letzter männlicher Vertreter der Familie war Oliver d’Alton († 1799). Anschließend erbte es Ignatius Dillon Begg († 1813), Ehemann der Gräfin Elizabeth Begg, geborene D’Alton († 1832) und Schwester von Oliver. Das Haus mit dem Namen Mount Dalton House ist noch erhalten, eine Steinpyramide gebaut zu Ehren von Joseph II. und Georg III. ist hingegen verschwunden.

## Bekannte Einwohner
- Eduard d’Alton (1737–1793), General in kaiserlichen Diensten
- Richard d’Alton (1732–1790), kaiserlicher General und Feldzeugmeister in Diensten der österreichischen Habsburger